# Extraction minière au Mexique
L'extraction minière est une ressource ancienne et importante du Mexique. Déjà, au début de la colonisation, les Espagnols s'intéressèrent aux richesses minières du Mexique, comme l'a montré l'Histoire des mines d'argent au Mexique.
Ainsi, Zacatecas était un grand centre producteur d'argent, bien qu'un peu en retrait par rapport à Potosí.
Voici quelques chiffres pour l'année 2000 :
Position occupée dans le monde par la production mexicaine :
- Le Mexique est le plus grand producteur d'argent (2 747 tonnes, soit 15 % de la production mondiale) et de célestite (minerai de strontium SrSO4)
- 2e producteur mondial de fluorine
- 4e producteur mondial de cadmium et d'arsenic
- 5e producteur mondial de plomb (160 tonnes) et de zinc
- 11e producteur mondial de cuivre (338 tonnes)
- 13e producteur mondial de soufre

Le Mexique a aussi produit 26 tonnes d'or en 2000.
En 2000, les exportations dans ce secteur s'élevaient à 2,06 milliards de dollars alors que les importations représentaient 1,6 milliard de dollars.

## Les minerais
- Argent : Zacatecas, Chihuahua, Durango, Sonora et État de Mexico
- Cuivre : Sonora
- Fer : Colima, Coahuila et Michoacán
- Fluor : San Luis Potosí, Coahuila et Durango.
- Or : Sonora, Durango et Guanajuato
- Plomb : Chihuahua et Zacatecas
- Soufre : Tabasco et Chiapas
- Zinc : Zacatecas, Chihuahua et San Luis Potosí

La plupart des données sont issues de l'INEGI, l'Institut officiel mexicain des statistiques (équivalent de l'INSEE français).